# King Kolax
King Kolax, né William Little, le 6 novembre 1912 à Kansas City dans le Missouri et mort le 18 décembre 1991 à Chicago, est un trompettiste de jazz américain et bandleader (en)  (chef d'ensemble musical).

## Biographie
King Kolax, de son vrai nom William Little, naît à Kansas City (Missouri) le 6 novembre 1912 ou 1913. Il prétend être né en 1918, mais la nécrologie donne 1912, et sa demande de numéro de sécurité sociale, déposée en 1941, donne 1913. Pendant sa jeunesse, sa famille déménage à Chicago, où il étudie la musique avec Walter Dyett (en). Il obtient son diplôme au The Music Conservatory of Chicago College of Performing Arts (en) au début des années 1930 et joue dans des orchestres de danse à Chicago pendant la décennie. En 1936, il joue avec Nat King Cole et le contrebassiste Eddie Cole (en) dans un groupe dont il devient rapidement le leader (sans les frères Cole). Vers 1938, il devient bandleader d'un des groupes ; cet ensemble fait des tournées aux États-Unis et continue de jouer régulièrement au Savoy Theater et au 65 Club. En 1939, Charlie Parker joue dans son groupe. 
Kolax forme un autre groupe en 1943 et tourne à nouveau dans le sud des États-Unis. Il continue à faire des tournées à travers le pays et sur des bases militaires aux États-Unis jusqu'en 1946. En mai 1946, son groupe se sépare et Kolax rejoint le big band de Billy Eckstine avec lequel il fait ses premiers enregistrements. Le groupe d'Eckstine prend fin avant la fin de l'année, alors Kolax organise un autre groupe à la fin de 1946, qui dure jusqu'en mai 1947; John Coltrane fait partie de cet ensemble. Après la disparition de son groupe, Kolax retourne à Chicago pour jouer en petits groupes. 
En 1948, il joue dans le groupe de Sonny Parker la même année et enregistre pour le label Opera en tant que leader et chanteur. Il a un emploi stable au Ritz Lounge en 1949 et joue dans l'orchestre de JT Brown en 1951.Fondant son propre groupe, il enregistre pour JOB lors d'une session dans laquelle il chante du blues. En 1952, il soutient Joe Williams sur ses singles pour Checker. Alors qu’il joue au Club de Paris en 1953, Kolax enregistre avec Danny Overbea (en), également pour Checker. Cette même année, Kolax et son orchestre soutiennent The Flamingos on Chance. Il   dirige également les orchestres derrière Mabel Scott et Rudy Greene. Il enregistre de nouveau pour Vee-Jay à la fin de 1954 et en septembre 1955. 
Kolax se rend régulièrement dans des hôtels et des salles de bal au cours des années 1950 à Chicago et ailleurs; il a une relation de travail avec Sun Ra, qui écrit des arrangements pour lui. Dans la seconde moitié de la décennie, Kolax enregistre avec Earl Pugh, Brooks &amp; Brown, Clyde Williams et Harvey Ellington ; au début des années 1960, Wilbur White, les Chanteurs, Jerry Butler, McKinley Mitchell (en), Otis Rush et The Vondells suivirent des disques . Kolax devient représentant de A & R pour Marvello Records, propriété de l’homme d’affaires de Chicago, James P. Johnson, entre 1961 et 1965. Des enregistrements sporadiques suivent plus tard dans les années 1960 en tant que leader et derrière Willie Mabon, le Brother Jack McDuff, Gene Ammons et Roosevelt Sykes, dont la session d’enregistrement en août 1970 est la dernière de Kolax. 
Kolax occupe un poste au sein de la Chicago Federation of Musicians, et les règles syndicales l'empêche de se produire et d'occuper un poste simultanément. Il prend sa retraite vers 1981.
Il meurt le 18 décembre 1991 à Chicago, dix ans plus tard, après avoir souffert de la maladie d'Alzheimer pendant une longue période.

## Discographie
Avec Jack McDuff
- Tobacco Road (Atlantic, 1966)

Avec Roosevelt Sykes
- Feel Like Blowing My Horn (Delmark, 1970 [1973])